# توماس إي. فرانكلين
توماس إي. فرانكلين (بالإنجليزية: Thomas E. Franklin)‏ هو محامي وسياسي أمريكي، ولد في 20 أبريل 1810 في فيلادلفيا في الولايات المتحدة، وتوفي في 28 نوفمبر 1884 في لانكستر في الولايات المتحدة.